# Houston Stewart Chamberlain
Houston Stewart Chamberlain (Portsmouth, 1855. szeptember 9. – Bayreuth, 1927. január 9.) brit-német esszéíró, rasszista filozófus, aki a politikai filozófia és a természettudomány témájában írt műveket. „Faji íróként” jellemezték, akinek az írásai a német etno-nacionalizmust, az antiszemitizmust, a tudományos rasszizmust hirdették.
Legismertebb műve, a kétkötetes Die Grundlagen des neunzehnten Jahrhunderts (A 19. század alapjai) , amely 1899-ben jelent meg, nagy hatást gyakorolt a 20. század eleji pángermán népi mozgalomra (Völkisch-mozgalom), majd később a náci fajpolitika antiszemitizmusára. „Hitler Keresztelő Jánosaként” is emlegették.

## Élete
Az anyja nem sokkal a születése után meghalt. Chamberlain és testvérei a következő tíz évet Versailles-ban töltötték nagymamájukkal és egy nagynénjükkel. 1866-ban visszatért Nagy-Britanniába. 1869-ben egészségügyi problémák miatt visszatért Franciaországba, és a következő kilenc évben nagynénjével Európán keresztül utazott.
1874 telén Cannes-ban találkozott leendő első feleségével, Anna Horsttal. 1878-ban, apja halála után, ketten összeházasodtak, és több hónapig utaztak Európán, mígnem 1879-ben Genfben telepedtek le. Természettudományokat kezdett tanulni a Genfi Egyetemen. 1884 őszén egy súlyos idegösszeomlás évekig tartó megszakításhoz vezetett tudományos kutatásában. Majd Drezdába költöztek. 1888 első német nyelvű cikke.
1908-ban gyors, békés válás után feleségül vette Eva Freiin von Bülow-t (1867−1942), Richard és Cosima Wagner lányát.

## Művei

### Németül megjelent főbb művei
- Das Drama Richard Wagners. Eine Anregung. Breitkopf & Härtel, Wien, 1892
- Richard Wagner. Bruckmann Verlag, München, 1895
- Die Grundlagen des neunzehnten Jahrhunderts. Bruckmann, 1899 (1. kötet digitális másolatként és teljes szöveg a Német Szövegarchívumban; 2. kötet digitális másolatként és teljes szöveg a Német Szövegarchívumban) (németül)
- Arische Weltanschauung. Bruckmann, 1905
- Heinrich von Stein und seine Weltanschauung. Georg Heinrich Meyer, Leipzig, 1903 (mit Friedrich Poske)
- Immanuel Kant. Die Persönlichkeit als Einführung in das Werk. Bruckmann, 1905
- Goethe. Bruckmann, 1912
- Kriegsaufsätze. Bruckmann, 1915 (abban: „Deutsche Friedensliebe“, „Deutsche Freiheit“, „Deutsche Sprache“, „Deutschland als führender Weltstaat“, „England“, „Deutschland“)
- Lebenswege meines Denkens. Bruckmann, 1919
- Paul Pretzsch (szerk.): Cosima Wagner und Houston Stewart Chamberlain im Briefwechsel 1888–1908. Reclam, Leipzig, 1934
- Rasse und Persönlichkeit. F. Bruckmann A.-G, München, 1925

### Magyarul
- Parsifal mesék; ford. Papp Zoltán; Rózsavölgyi, Budapest, 1923
- A zsidók megjelenése a nyugati történelemben; ford., előszó F. Papp Zoltán; Bethlen Ny., Budapest, 1944 (A Zsidókérdéskutató Magyar Intézet könyvei) – hasonmásban: 2001